# Bure (Fiji)

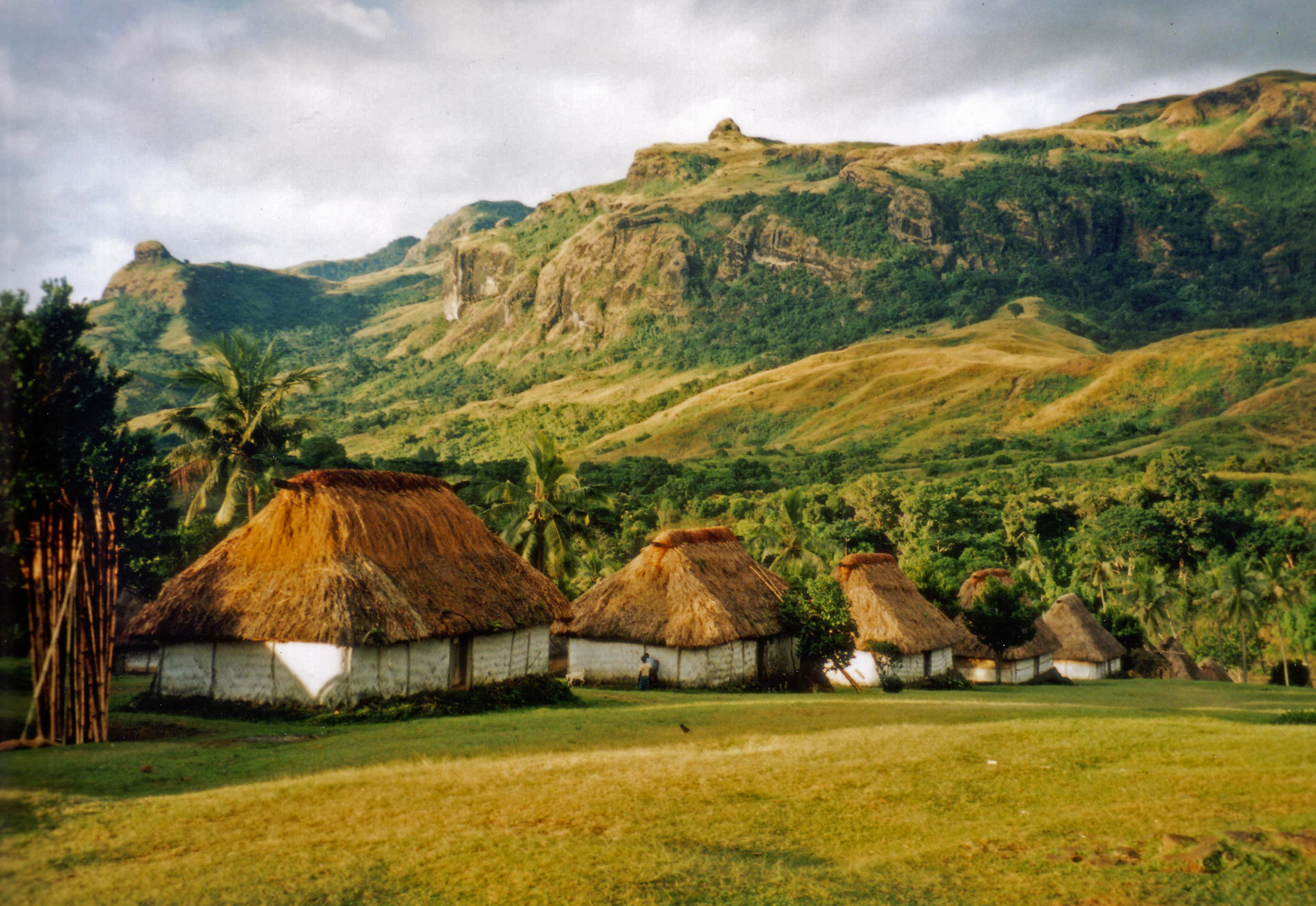
Exemplo de bure em Navala

Bure é uma palavra fijiana para designar uma cabana de madeira e telhado de palha, construção comum nas Fiji.
Em seu sentido original, bure é qualquer estrutura construída com qualquer objeto organizada à mão. Seus componentes são empilhados juntos, amarrados por corda ou uma combinação de ambos os métodos. Tradicionalmente, os fijianos nativos viviam em dois tipos de cabana: aquelas familiares, chamadas de vale, e aquelas onde homens circuncidados, membros de clãs locais, se reuniam: os bures. Ambas as construções eram escuras e enfumaçadas por dentro, sem janelas e geralmente apenas com uma porta baixa.